# Sjätte budet
Sjätte budet är en svensk film från 1947 i regi av Stig Järrel.

## Handling
Jane och Karl Hagwald har varit gifta i många år. Jane känner sig dock instängd i äktenskapet och har en älskare. Hon blir dock påkommen av dottern Kerstin och tvingas lämna familj och hem. Hon blir påkörd av en bil och omkommer.

## Rollista
- Ester Roeck-Hansen – Jane Hagwald
- Stig Järrel – Krister Ekberg, Janes älskare
- Gösta Cederlund – Karl Hagwald, Janes make
- Ingrid Backlin – Kerstin Hagwald, Jane och Karls dotter
- Irma Christenson – Märta Widén, Janes syster
- Lauritz Falk – Bengt Bernfors, Märtas fästman
- Margot Ryding – Maja
- Mimi Pollak – kvinna
- Ebba Wrede – kvinna
- Anna-Stina Wåglund – kvinna
- Carl Hagman – man
- Börje Mellvig – man
- Marianne Löfgren – ej identifierad roll

### Fotnoter
1. 1 2  ”Sjätte budet”. Svensk Filmdatabas. http://sfi.se/sv/svensk-filmdatabas/Item/?itemid=4197&type=MOVIE&iv=Basic&ref=/templates/SwedishFilmSearchResult.aspx?id%3d1225%26epslanguage%3dsv%26searchword%3dsj%C3%A4tte+budet%26type%3dMovieTitle%26match%3dBegin%26page%3d1%26prom%3dFalse. Läst 9 februari 2013.